# Unsung Heroes
Unsung Heroes ist das fünfte Studioalbum der finnischen Folk-Metal-Band Ensiferum. Die offizielle Veröffentlichung des Albums durch die Plattenfirma Spinefarm geschah am 27. August 2012.

## Produktion
Im Februar 2012 begann die Band mit den Studioaufnahmen zum damals noch unbenannten Album. Außerdem veröffentlichten sie wöchentlich auf ihrer Facebookseite und ihrem YouTubechannel Neuigkeiten zur Produktion des Albums. Wie bei den vorigen Alben haben sie auch dieses Mal wieder Gastmusiker, wie Mitglieder der Band Die Apokalyptischen Reiter und den finnischen Sänger und Schauspieler Vesa-Matti Loiri, die bei der Produktion von Unsung Heroes beteiligt waren. Das Artwork des Plattencovers stammt von Kristian Wåhlin.
Im Mai verriet die Band vorab den Titel des Albums Unsung Heroes und hat den 27. August als Veröffentlichungstermin bekannt gegeben. Es wurde, genau wie die Vorgängeralben, durch Spinefarm Records veröffentlicht. Sie präsentierten am 9. Juli das Video zu Burning Leaves, einem der neuen Songs, auf ihrer Homepage.

## Titelliste

### CD
1. "Symbols"  	 		    	Petri Lindroos, Emmi Silvennoinen            	1:51
2. "In My Sword I Trust"  	     	Sami Hinkka, Kalevala 	Markus Toivonen         	5:20
3. "Unsung Heroes"    			Hinkka 	Toivonen                    	5:55
4. "Burning Leaves"  	    		Hinkka 	Toivonen, Sami Hinkka, Lindroos         	6:04
5. "Celestial Bond"  		    	Hinkka 	Toivonen                    	4:15
6. "Retribution Shall Be Mine"  		Hinkka 	Toivonen                        4:27
7. "Star Queen (Celestial Bond Part II)"  	Hinkka 	Toivonen, Hinkka                	5:55
8. "Pohjola"  	    			Hinkka, Markus Toivonen, Yrjö Koskinen 	Toivonen, Hinkka 	6:05
9. "Last Breath"  	    		Hinkka 	Hinkka                     	4:30
10. "Passion Proof Power"  	    	Hinkka 	Toivonen, Hinkka                 	16:59
11. "Bamboleo" (Gipsy-Kings-Cover, Bonustrack)                                    3:45

### Bonus-DVD
1. "Dokumentation: Symbols To Passion: The Making Of Unsung Heroes"  	1:14:00
2. "Studio diary: Week 1"  	4:11
3. "Studio diary: Week 2"  	9:01
4. "Studio diary: Week 3"  	9:09
5. "Studio diary: Week 4"  	7:23
6. "Studio diary: Week 5"  	7:29
7. "Studio diary: Week 6"  	10:16
8. "Studio diary: Week 7"  	21:31

## Gastmusiker
- Vesa-Matti Loiri – Erzähler (Pohjola)
- Laura Dziadulewicz – Gesang (Celestial Bond)
- Ulla Bürger – Sopran Gesang (Passion, Proof, Power)
- Lassi Lógren – Nyckelharpa
- Timo Väänänen – Kantele
- Pasi Puolakka – Flöte, Descant & Sopranino Recorders
- Kasper Mårtenson – Moog
- Volk-Man, Ady & Fuchs (Die Apokalyptischen Reiter) – Additional Voices (Passion, Proof, Power)

Production
- Kristian Wåhlin – Album Artwork
- Hiili Hiilesmaa – Production, Engineering und Mixing

## Trivia
- Das Lied Pohjola hätte bereits auf Victory Songs (2007) enthalten gewesen sein sollen, wurde damals aber nur fragmentarisch ausgearbeitet und erst für Unsung Heroes fertiggeschrieben.[1]

- Die Band hatte die Gastsängerin Laura Dziadulewicz auf dem Spinefarm Summercamp 2011 kennengelernt.[1] Toivonen erklärte das Zustandekommen der Kollaboration dem deutschen Metal Hammer wie folgt: "Eines Nachts spielte Laura mitten in der Natur auf der Akustikgitarre – ihre Stimme war so schön. Ich habe sie sofort gefragt, ob sie ein Stück für uns singen würde. Zum Glück hat sie zugesagt."[1]

- Dass Volk-Man, Ady und Fuchs einen Auftritt in dem Lied Passion Proof Power haben, ist eher Zufall. Laut Sami Hinkaa kam es dazu, da Ensiferum "bereits seit Jahren die Idee [hatten], ein Mittelaltermarkt-Szenario in [ihre] Musik zu integrieren. [M]it 'Passion Proof Power' [lag] der längste Song [ihrer] Historie vor [, so dass die Band] in ihn eine Pause einbauen [wollte], um die Dramatik zu erhöhen." Im Zuge dessen kam der Band erneut der Gedanke mit einem "Mittelaltermarkt-Szenario" in den Sinn, woraufhin sie sich an ihr Management wandten, mit der Bitte, deutsche Sprecher zu finden. Letztlich wurden die Apokalyptischen Reiter also von Spinefarm Records und nicht von Ensiferum ausgesucht.[1] Interessant ist zudem der Umstand, dass Fuchs den Bandnamen falsch ausspricht.[1] Er kündigt die Gruppe als "Ensiferium" – also mit einem zusätzlichen I – an.